# David MacMillan (vegyész)
David William Cross MacMillan  (Belshill, 1968. március 16. –) skót vegyész, aki Benjamin Listtel együtt elnyerte a 2021-es kémiai Nobel-díjat.
1991-ben a Glasgow-i Egyetemen szerzett kémiai egyetemi diplomát (Bachelor). 1996-ban doktorált a Kaliforniai Egyetemen, Irvine-ban. 1998-tól a Berkeley-i Kaliforniai Egyetemen tanított.
2000-től Caltechnél dolgozott.
2012 óta a Royal Society és 2018 óta a National Academy of Sciences tagja.
Új módszereket dolgozott ki az enantioszelektív (aszimmetrikus) organokatalízis területén, amelyeket számos természetes termék szintézisére alkalmazott. Az aszimmetrikus katalízis azt jelenti, hogy érzékeny a molekulák kiralitására, ami kulcsfontosságú a bioaktív anyagok (például gyógyszerek) esetében, amelyek gyakran csak egy királis változatban hatnak. A szerves katalízis szerves katalizátorokat használ, így nem igényel potenciálisan mérgező és drága fémvegyületeket. Egyes esetekben a természetben előforduló szerves anyagok is felhasználhatók. A 2000 körül kifejlesztett MacMillan-katalizátorokat róla nevezték el. 2007-ben új imíniumion-katalizátorokat fedezett fel, és több mint 50 új reakciófolyamatot dolgozott ki. 2007-ben kifejlesztette a SOMO-katalízist (singly occupied molecular orbital organocatalysis) és 2008-ban a szerves fotoredox katalízist.
2010 óta a Chemical Science szakfolyóirat szerkesztője.

## Fordítás
- Ez a szócikk részben vagy egészben  a   David MacMillan (Chemiker) című német Wikipédia-szócikk fordításán alapul.  Az eredeti cikk szerkesztőit annak laptörténete sorolja fel. Ez a jelzés csupán a megfogalmazás eredetét és a szerzői jogokat jelzi, nem szolgál a cikkben szereplő információk forrásmegjelöléseként.